# 사레 바야트
사레 바야트(페르시아어: ساره بیات, 영어: Sareh Bayat, 1979년 10월 6일 ~ )는 이란의 배우이다.

## 출연 작품
- 거미의 독 (2020)
- 기차를 멈추게 한 소년: 21 Days Later (2017)
- 옐로우 (2017)
- 무하마드: 신의 예언자 (2015)
- 긴 이별 (2015)
- 나히드 (2015)
- 씨민과 나데르의 별거 (2011)